# Steven Erickson
Steven Erickson (Minneapolis, 9 de maio de 1935) é um velejador estadunidense, campeão olímpico.

## Carreira
Erickson consagrou-se campeão olímpico ao vencer a série de regatas da classe Star nos Jogos Olímpicos de Verão de 1984 em Los Angeles ao lado de William Earl Buchan como tripulantes do Intrepid.